# Aloys Lauer

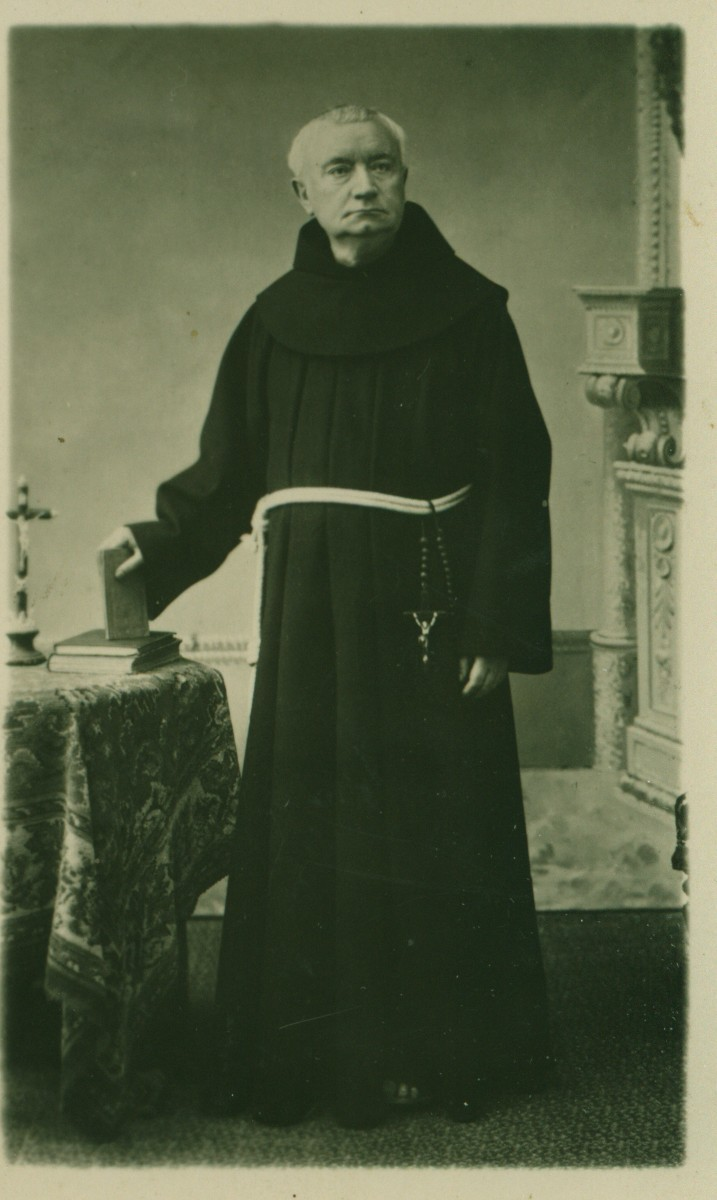
Aloysius Lauer

Aloys Lauer OFM, auch Alois Lauer oder Aloysius (Christoph) Lauer (* 28. August 1833 in Katholisch-Willenroth als Christoph Lauer; † 21. August 1901 in Sigmaringen-Gorheim) war ein römisch-katholischer Ordenspriester.

## Leben
Christoph Lauer besuchte das Gymnasium in Fulda, trat 1850 in Fulda in den Franziskanerorden ein, erhielt den Ordensnamen Aloys und wurde 1856 zum Priester geweiht. Nach seiner Priesterweihe wurde er zum Noviziatsmagister für die neu eintretenden Brüder ernannt, 1859 wurde er 26-jährig zum Guardian des Klosters auf dem Frauenberg in Fulda gewählt. Ab 1876 amtierte er als Kustos (Oberer) der Kustodie Thuringia, die zur Sächsischen Franziskanerprovinz (Saxonia) gehörte und die wegen des preußischen Kulturkampfs nur noch 74 Mitglieder hatte. Weil die Ordensleute auf Geheiß der preußischen Regierung ihre Klöster verlassen mussten, gründete Lauer Klöster in Holland, Belgien, Frankreich und den USA. Von 1881 bis 1889 war er nach verschiedenen Ordensämtern in der Thuringia schließlich Generaldefinitor des Ordens.
Lauer war einer der Mitbegründer der Acta Ordinis Fratrum Minorum. Als Generalprokurator der Franziskaner-Discalceaten (OFMDisc, auch Alcantariner) sowie der Franziskaner-Rekollekten (OFMRec) war es ihm ein besonderes Anliegen, die verschiedenen Familien des Franziskanerordens zu vereinigen. Bald wurde er Präses der Kommission für die Ausarbeitung der neuen Statuten, die von Papst Leo XIII. 1897 approbiert wurden; daraufhin vereinigte Leo den Orden durch die Konstitution Felicitate quadam vom 4. Oktober desselben Jahres. Aloys Lauer wurde jetzt zum ersten Generalminister des neu geeinten Ordens ernannt. Dadurch war er der erste deutsche Generalminister seit Bestehen des Franziskanerordens.
Wegen einer schweren Erkrankung kehrte er in das Kloster Gorheim in Sigmaringen zurück, wo er am 21. August 1901 im Alter von 68 Jahren starb. Er wurde unter dem Hauptaltar der Klosterkirche auf dem Frauenberg in Fulda beigesetzt.

## Schriften
- als Mitautor und Herausgeber: Regola e costituzioni generali dei frati minori. Tipografia della Porziuncola, Assisi 1898.
- Codex pro postulatoribus causarum beatificationis et canonizationis. Typographia Sallustiana, Rom 1899.
- mit Lucas Wadding und Gaetano Michelesi: Annales Minorum Seu Trium Ordinum a S. Francisco Institutorum, 1208–1680, Bd. 20: Ab anno MDLXIV usque ad annum MDLXXIV. Florenz 1899.
- Horae diurnae Breviarii Romano-seraphici : a SS. D.N. Pio Papa VI. dudum approbatae. Collegium S. Bonaventurae, Ad Claras Aquas (= Quaracchi bei Florenz) 1900.
- Seele des Ordenslebens. Kernsprüche des verstorbenen Generalministers P. Aloysius Lauer, O.F.M., zum klösterlichen Leben. Aus seinem Nachlass den Ordensfrauen dargeboten von P. Wendelin Meyer, O.F.M. (= Das geistliche Taschenbüchlein der Ordensfrau. Bd. 10). Warendorf/Westf. 1949.